# Simon Norfolk
Simon Norfolk (* 24. ledna 1963) je britský fotograf architektury a krajiny nigerijského původu. Sestavil čtyři fotografické knižní monografie své tvorby. Jeho fotografie jsou uloženy ve více než tuctu veřejných muzejních sbírek.

## Životopis
Norfolk se narodil v Nigérii, ale vyrůstal v Anglii, vystudoval dokumentární fotografii na Newport College of Art. Žije a pracuje v Brighton and Hove a Kábulu.
Norfolk získal cenu Prix Dialogue de l'Humanite na Rencontres d'Arles, několik ocenění World Press Photo a Sony World Photography Awards, cenu Foreign Press Club of America, European Publishers Award for Photography a Infinity Prize od Mezinárodního centra fotografie. V roce 2003 se dostal do užšího výběru na cenu Citibank (nyní známá jako Deutsche Börse Photography Prize) a v roce 2013 vyhrál Prix Pictet Commission. Jeho díla shromáždilo Muzeum umění Houston a Tate Modern v Londýně.

## Knihy
- For Most of It I Have No Words: Genocide, Landscape, Memory. Stockport: Dewi Lewis, 1998. ISBN 978-1899235667.
- Afghanistan. Stockport: Dewi Lewis, 2002. ISBN 978-1899235544.
- Afghanistan: Chronotopia.
  - Stockport: Dewi Lewis, 2002. ISBN 978-2742740512.
  - Stockport: Dewi Lewis, 2005.
- Bleed. Stockport: Dewi Lewis, 2005. ISBN 978-1904587194.
- Burke + Norfolk: Photographs from the War in Afghanistan by John Burke and Simon Norfolk. Stockport: Dewi Lewis, 2011. ISBN 978-1907893117; Fotografie: Norfolk a John Burke.
- Full Spectrum Dominance. Vlastní vydání. Náklad 95 výtisků.

## Ocenění
- 2001: World Press Photo. [5]
- 2002: Evropská cena vydavatelů za fotografii.
- 2003: Cena Citibank, zařazena do užšího výběru.[7][12]
- 2003: Overseas Press Club of America, Olivier Rebbot Award.
- 2004: Infinity Prize, Mezinárodní centrum fotografie.[13]
- 2005: Cena Prix Dialogue de l'Humanite, Rencontres d'Arles.
- 2012: World Press Photo, Portréty.
- 2012: Sony World Photography Awards, Profesionální soutěž, Lidé, 1. místo.[14]
- 2012: Asociace fotografů, Zlatá cena, Neprovizní projekt.[15]
- 2013: komise Prix Pictet.[16][9]
- 2015: Sony World Photography Awards, Profesionální soutěž, Krajina, 1. místo.[17]
- 2015: LensCulture Earth Awards, vítěz série, výtvarné umění / konceptuální.[18]
- 2016: British Archaeological Awards, Nejlepší veřejná prezentace (pro "Under London," National Geographic Magazine)[19]
- 2020 Shifting Foundation Grant

## Výstavy

### Samostatné výstavy
- For most of it I have no words. Side Gallery, Newcastle. červen – srpen 1999.[20]

### Skupinové výstavy
- Afghánistán: Chronotopia, součást The Citibank Prize, The Photographers' Gallery, Londýn, 2003.[21]
- Fotografie Prix Pictet Commission, Somerset House, Londýn, 10.–27. října 2013. [9] S Munem Wasifem, Edem Kashim a Chrisem Jordanem.
- AOP50: Obrázky, které definovaly věk. [22]

## Sbírky
Díla umělce se nacházejí v těchto veřejných sbírkách:
- Muzeum umění Houston, Texas.[10]
- Tate Modern, Londýn.[11]
- Mezinárodní centrum fotografie (ICP)[23]
- Metropolitní muzeum umění, New York.[24][25]
- Henry Art Gallery, Washingtonská univerzita, Seattle.[26]
- Národní muzeum médií, Bradford, Velká Británie.[27]
- Sanfranciské muzeum moderního umění.[28]
- Muzeum amerického umění Amona Cartera, Fort Worth, Texas.[29]
- Losangeleské muzeum umění, Kalifornie[30]
- Wolverhampton Art Gallery, Velká Británie.[31]
- Saint Louis Art Museum, Missouri.[32]
- Nelson-Atkins Museum of Art, Kansas City, Missouri.[33]
- Clevelandské muzeum umění, Ohio.[34]
- Milwaukeeské umělecké muzeum, Wisconsin.[35]
- Portland Art Museum, Oregon.[36]
- Muzeum George Eastmana, Rochester, New York.[37]
- Hyman Collection, Londýn.[38]